# Vladimír Klusák
Vladimír Klusák (27. července 1916 Velká nad Veličkou – 20. září 1991 Praha) byl český etnograf, muzikolog a hudební skladatel.

## Život
Maturoval v roce 1935 na gymnáziu ve Strážnici. Na Horňácku se věnoval sběratelství lidových písní a byl primášem velické studentské muziky. Na Masarykově univerzitě pak studoval češtinu a němčinu a navštěvoval i přednášky z etnografie a hudební vědy. Po uzavření českých vysokých škol za německé okupace byl dva roky vězněn v koncentračním táboře Sachsenhausen. Vysokoškolská studia dokončil až řadu let po skončení války. Doktorát získal v roce 1979. Působil jako profesor na různých středních školách. Zabýval se zejména lidovou písní a moravským folklórem.
V roce 1951 se z podnětu Karla Plicky stal odborným poradcem Československého státního souboru písní a tanců a v roce 1957 šéfredaktorem oddělení lidové písně a hudby Československého rozhlasu v Praze. Jako rozhlasový redaktor upravoval lidové písně pro Brněnský rozhlasový orchestr lidových nástrojů. Současně působil jako lektor hudební folkloristiky na Akademii múzických umění v Praze. V 70. letech vyučoval na Pražské konzervatoři. Za normalizace byl nucen z rozhlasu odejít. Přivydělával si úpravami národních písní, které publikoval pod pseudonymem.
Byl jedním ze zakladatelů Horňáckých slavností, na kterých i účinkoval jako tanečník a zpěvák.

## Dílo
- Slovácké písně s hudeckým doprovodem. Naše vojsko, Praha, 1952
- Vtip a humor v lidové písni. Naše vojsko, Praha, 1954
- Slovácké písně pro zpěv a klavír. Státní nakladatelství krásné literatury, hudby a umění, Praha, 1956
- Písně z přírody (1. díl publikace Písně a život) 1958
- Zvyky a obyčeje v písni (2. díl publikace Písně a život) 1961
- Hrst vzpomínek na působení velické studentské muziky. In Malovaný kraj. Národopisný a vlastivědný časopis Slovácka. 26, č. 2, (1990,) s. 24-25